# Шибилкин, Вячеслав Александрович
Вячесла́в Алекса́ндрович Шиби́лкин (20 июня 1975 года, село Датта, Ванинский район, Хабаровский край — 8 августа 2000 года, Чечня) — старший лейтенант милиции, Герой Российской Федерации.

## Биография
Вячеслав Шибилкин родился в селе Датта Ванинского района Хабаровского края в семье офицера. В 1982 году поступил в первый класс средней школы № 2 поселка Гвардейское (Симферопольский район, Крымская область, Украинская ССР). С 1985 года Шибилкин учился в средней школе № 2 поселка Лиелварде (Огрский район, Латвийская ССР), где в 1992 году закончил одиннадцать классов.
В 1993 году Вячеслав Шибилкин поступил на метеорологический факультет Воронежского высшего военного авиационного инженерного училища, окончил его в 1998 году. В 1998 году стал чемпионом ВВС по армейскому рукопашному бою, в том же году уволился в запас.
В январе 1999 года Шибилкин поступил на службу в органы МВД России, где работал стажёром, а затем — оперуполномоченным СОБР УБОП при ГУВД Воронежской области. В составе сводного отряда Воронежского СОБРа Шибилкин принимал участие в военных действиях в Дагестане и Чечне с сентября по ноябрь 1999 года.
Во вторую командировку на Кавказ выехал в мае 2000 года, где отличился в боевой операции 4 июня 2000 года при ликвидации банды в селе Кулары. В том бою спас своего командира сводного отряда СОБР майора милиции Александра Пономарёва. За героизм майору милиции Пономарёву было присвоено звание Героя Российской Федерации.
В Самашкинском лесу 6 июля 2000 года с группой милиционеров Вячеслав Шибилкин попал в засаду боевиков и был контужен при взрыве, но открыл ответный огонь, уничтожив огневую точку боевиков. Своими действиями помог группе вырваться из засады без потерь.
Во главе группы собровцев на одном БТР 8 августа 2000 года Шибилкин попал в засаду боевиков в районе села Самашки: после повреждения БТР он остался на броне и автоматным огнём уничтожил пулеметный расчёт боевиков. Затем закрыл своим телом упавшую на броню гранату, защитив остальных бойцов от осколков. При взрыве гранаты погиб.
Похоронен на Аллее Героев Коминтерновского кладбища (Воронеж).
Указом Президента Российской Федерации № 1056 от 27 августа 2001 года за мужество и героизм, проявленные в ходе контртеррористической операции в Северо-Кавказском регионе старшему лейтенанту милиции Вячеславу Александровичу Шибилкину посмертно присвоено звание Героя Российской Федерации.

## Память
В Воронеже проводится ежегодный открытый турнир по армейскому рукопашному бою памяти Героя России старшего лейтенанта Вячеслава Шибилкина, в котором принимают участие курсанты ВВА имени Жуковского и Гагарина, а также представители других вузов, спортивных обществ и клубов Воронежа и Воронежской области. Также в городе проходят юношеские турниры по рукопашному бою и боксу памяти Героя Российской Федерации Вячеслава Шибилкина, а с 2013 года — турнир памяти по мини-футболу среди спецподразделений специального назначения. Организатором всех турниров является руководитель Воронежской Региональной Общественной организации «Ветераны спецподразделения СОБР» Алексей Климов, друг и однополчанин Вячеслава Шибилкина, представляющий организацию «Ветераны спецподразделения СОБР», образованную 8 августа.
На здании Воронежского государственного университета, где в 1999—2000 годах Вячеслав Шибилкин учился на заочном отделении юридического факультета, в 2007 году была открыта мемориальная доска.
Одному из классов средней школы № 94 Воронежа имени Героя Советского Союза генерала Лизюкова было присвоено имя Героя России бойца Воронежского СОБР Вячеслава Шибилкина. Ученики этого класса носят значки «СОБР Юный защитник Отечества», учрежденные ВРОО «Ветераны спецподразделения СОБР» как дань памяти Героям России, бойцам СОБРа, отдавшим свою жизнь в бою, защищая Родину.
В микрорайоне Шилово города Воронеж одна из улиц была названа в честь Вячеслава Шибилкина

## Награды
- Орден Святого князя Александра Невского II ст. (посмертно)/Академия проблем безопасности, обороны и правопорядка/.
- Медаль «За отвагу»